# Без тайны нет и любви
«Без тайны нет и любви» (исп. Sin secreto no hay amor) — комедия испанского драматурга Лопе де Веги, написанная в 1626 году. 

## История текста
Сохранилась авторская рукопись, датированная 18 июля 1626 года и снабжённая пометками цензоров с датами запланированных спектаклей в Мадриде (11 августа 1626), Сарагосе (13 ноября 1626) и Гранаде (28 апреля 1630). Дата публикации пьесы неизвестна.

## Содержание
Действие пьесы происходит в Неаполе. Главная героиня, инфанта Клавела, благодаря своему происхождению (она дочь короля Неаполя) становится жертвой политического торга при заключении браков по расчёту. Брат Клавелы, озабоченный династическими выгодами, источником которых является замужество Клавелы, охотится за её тайным обожателем. По его приказу в поклонника сестры стреляют из аркебузы. За придворной дамой неаполитанской принцессы, Фенисой, ухаживает неаполитанский принц, но она не желает брака.

## Особенности пьесы
Как отмечает М. Андреев, пьеса относится к тем произведениям Лопе (например, «Чему быть, того не миновать» (исп. Lo que ha de ser), «Нет знатности без денег» (исп. Dineros son calidad), где герои стремятся к браку, а не просто к любовной связи. При этом мотив любви переплетается с мотивом стремления к власти. Основанием для конфликта и возможного (но не неизбежного) трагического финала становится сословное неравенство соперников: здесь граф Манрике противостоит герцогу Миланскому. Во второстепенной линии пьесы этот мотив повторяется: придворная дама Фениса отказывается от брака с влюблённым в неё неаполитанским принцем, потому что счастье при различии в их статусах невозможно. Тем не менее, дух комедии сохраняется. Ещё одна особенность пьесы — функции отца, как главы семьи, фигуры характерной для классической комедии, здесь (как и во многих других комедиях Лопе) берёт на себя брат.

## Постановки и переводы
В XVIII веке комедия была переделана в соответствии с изменившимися вкусами публики и осталась частью репертуара испанских театров. На русский язык её перевёл Вячеслав Всеволодович Иванов.